# Idactus minimus
Idactus minimus là một loài bọ cánh cứng trong họ Cerambycidae.